# Serie dei Dogi di Venezia intagliati in rame da Antonio Nani
Die Serie dei Dogi di Venezia war eine Buchpublikation aus den Jahren 1835/36 und 1840, in deren Mittelpunkt Kupferstiche standen, die versuchten, den Lesern der zu jedem venezianischen Dogen verfassten knappen Texte, eine bildliche Vorstellung der 120 Männer zu geben. Der vollständige Titel des 1835 und 1836 bei Giuseppe Picotti und 1840 erneut bei Giambattista Merlo in Venedig erschienenen Werkes lautete: Serie dei Dogi di Venezia intagliati in rame da Antonio Nani (sinngemäß: Reihe der Dogen Venedigs von Antonio Nani in Kupfer geschnitten). Die Stiche entstanden nach Aussage Nanis in den Jahren bis 1834.

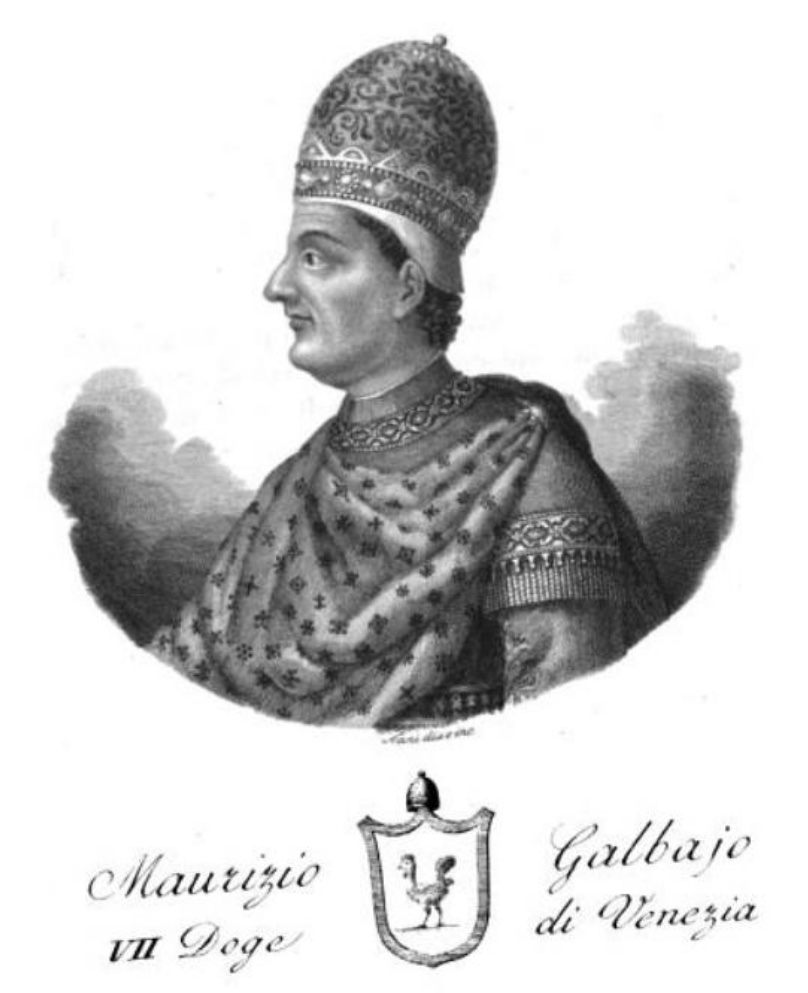
Porträt des Dogen Maurizio Galbaio, Doge von 764 bis 787. Sein Aussehen ist nicht überliefert.

Dabei war dem Kupferstecher und Herausgeber Antonio Nani sehr wohl bewusst, dass es sich bei den frühen Dogen um reine Phantasieporträts handeln musste, da ihr Aussehen in keiner Weise überliefert ist.
Im frühen 19. Jahrhundert waren derlei Zusammenstellungen von Texten und Porträts bedeutender Männer, seltener Frauen, weit verbreitet. Nani griff auf ältere Darstellungen zurück, die seit 1659 erschienen waren. Wie es in der Einleitung seines Werkes heißt, die von Emmanuele Antonio Cicogna verfasst wurde, war die Abfolge der frühen Dogen zu dieser Zeit noch immer nicht einheitlich, eine Vereinheitlichung, zu der Nanis Werk erheblich beitrug. Auf der anderen Seite entfiel eine Reihe von Mitdogen und weitere Dogen, die in der historiographischen Tradition der Republik Venedig keine Anerkennung (mehr) fanden.
Die Stiche wurden vielfach in späteren Publikationen übernommen. So erschien 1855 ein Opus mit sämtlichen Kupferstichen. Dieser gleichsam dritten Auflage folgte 1864 ein Nachdruck, erneut im Jahr 1867 unter dem Titel Storia dei Dogi di Venezia con 120 ritratti incisi in rame da Antonio Nani corredata ed accresciuta colla serie delle più pregevoli medaglie e monete per essi coniate. Diese Auflage erschien bei Giuseppe Grimaldo. Hierin kamen Medaillen und Münzen zu den Dogenporträts hinzu.

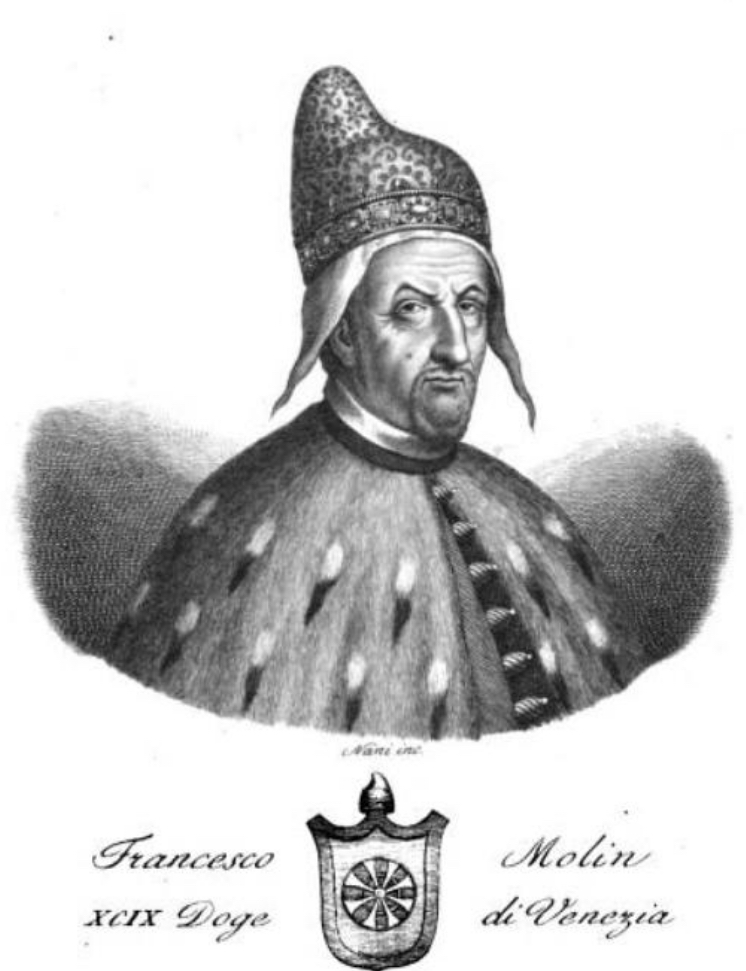
Francesco Molin, der 99. Doge bei Nani. Bei ihm konnte sich Nani an Skulpturen und Gemälden sowie seinem Grabmal orientieren, aber auch an älteren Kupferstichen.

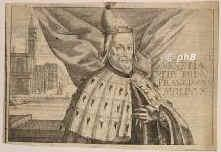
Molin in einem Kupferstich von Peter Fehr (1681–1740)

Um sich dem wirklichen Aussehen, wie Nani meint, weiter anzunähern, als die bisherigen Publikationen es getan hatten, habe er diese mit den Darstellungen der Dogen seit Beatus verglichen (er glaubte, wie viele seiner Zeitgenossen, es handle sich um dessen Bruder Obelerio) – also dem ersten Dogen, der in Rialto herrschte –, und die sich in den beiden größten Sälen des Dogenpalasts befinden, nämlich der Sala del Maggior Consiglio (dem Saal des Großen Rates) und der Sala dello Scrutinio.
Nani war bewusst, dass erst die Porträts ab dem 14. Jahrhundert weniger der Phantasie entsprangen. Dies umso mehr, als bei den Bränden im Dogenpalast von 1577 und 1578 sämtliche Dogenporträts vernichtet worden waren, und damit erst die danach erstellten Porträts als mehr oder weniger zuverlässig gelten können. Immerhin fanden sich im Privatbesitz oder in den Kirchen einige ältere Dogenporträts.
Neben den Gesichtszügen legte Nani großen Wert darauf, die Kopfbedeckungen jeder Epoche zu berücksichtigen, wobei er neben Kunstwerken auch venezianische Historiker, wie Francesco Sansovino zu Rate zog. Ähnliches galt für die Frage, ob die Dogen einen Bart getragen hätten, und ab welcher Zeit sie es vorzogen, den Bart abzulegen, etwa, um sich von den Griechen abzusetzen.
Den Autoren, die die Texte zu den 120 Dogen verfassten, hatte Nani die Vorgabe gemacht, für jeden Dogen höchstens eine Seite vorzusehen.
Daran schließt der Herausgeber und Kupferstecher eine chronologische, dann eine alphabetische Liste der Dogen an, sowie ein knappes Register zu den Texten. Nach dem Hauptteil, den Dogenporträts und den zugehörigen Texten im Gesamtumfang von 240 Seiten, folgt eine Liste derjenigen, die zu dem Werk Beiträge geleistet haben.

## Nanis Dogenporträts
| Kupferstich | Name des Dogen              | Regierungszeit |
| ----------- | --------------------------- | -------------- |
|             | Paulicius                   | 697–717        |
|             | Marcellus                   | 717–726        |
|             | Orso Ipato                  | 726–737        |
|             | Diodato Ipato               | 742–755        |
|             | Galla                       | 755–756        |
|             | Domenico Monegario          | 756–764        |
|             | Maurizio Galbaio            | 764–787        |
|             | Giovanni Galbaio            | 787–804        |
|             | Obelerio Antenoreo          | 804–809        |
|             | Agnello Particiaco          | 809–827        |
|             | Giustiniano Particiaco      | 827–829        |
|             | Giovanni I. Particiaco      | 829–837        |
|             | Pietro Tradonico            | 836–864        |
|             | Orso I. Particiaco          | 864–881        |
|             | Giovanni II. Particiaco     | 881–887        |
|             | Pietro I. Candiano          | 887            |
|             | Pietro Tribuno              | 887–912        |
|             | Orso II. Particiaco         | 912–932        |
|             | Pietro II. Candiano         | 932–939        |
|             | Pietro Particiaco/Badoer    | 939–942        |
|             | Pietro III. Candiano        | 942–959        |
|             | Pietro IV. Candiano         | 959–976        |
|             | Pietro Orseolo              | 976–978        |
|             | Vitale Candiano             | 978–979        |
|             | Tribuno Memmo               | 979–991        |
|             | Pietro II. Orseolo          | 991–1009       |
|             | Ottone Orseolo              | 1009–1026      |
|             | Pietro Centranigo/Barbolano | 1026–1032      |
|             | Domenico Flabanico          | 1032–1043      |
|             | Domenico I. Contarini       | 1043–1071      |
|             | Domenico Silvo              | 1071–1084      |
|             | Vitale Falier               | 1084–1096      |
|             | Vitale Michiel I.           | 1096–1102      |
|             | Ordelaffo Falier            | 1102–1118      |
|             | Domenico Michiel            | 1118–1130      |
|             | Pietro Polani               | 1130–1148      |
|             | Domenico Morosini           | 1148–1156      |
|             | Vitale Michiel II.          | 1156–1172      |
|             | Sebastiano Ziani            | 1172–1178      |
|             | Orio Mastropiero            | 1178–1192      |
|             | Enrico Dandolo              | 1192–1205      |
|             | Pietro Ziani                | 1205–1229      |
|             | Jacopo Tiepolo              | 1229–1249      |
|             | Marino Morosini             | 1249–1252      |
|             | Renier Zen                  | 1253–1268      |
|             | Lorenzo Tiepolo             | 1268–1275      |
|             | Jacopo Contarini            | 1275–1280      |
|             | Giovanni Dandolo            | 1280–1289      |
|             | Pietro Gradenigo            | 1289–1311      |
|             | Marino Zorzi                | 1311–1312      |
|             | Giovanni Soranzo            | 1312–1328      |
|             | Francesco Dandolo           | 1328–1339      |
|             | Bartolomeo Gradenigo        | 1339–1342      |
|             | Andrea Dandolo              | 1343–1354      |
|             | Marino Falier               | 1354–1355      |
|             | Giovanni Gradenigo          | 1355–1356      |
|             | Giovanni Dolfin             | 1356–1361      |
|             | Lorenzo Celsi               | 1361–1365      |
|             | Marco Corner                | 1365–1368      |
|             | Andrea Contarini            | 1368–1382      |
|             | Michele Morosini            | 1382           |
|             | Antonio Venier              | 1382–1400      |
|             | Michele Steno               | 1400–1413      |
|             | Tommaso Mocenigo            | 1414–1423      |
|             | Francesco Foscari           | 1423–1457      |
|             | Pasquale Malipiero          | 1457–1462      |
|             | Cristoforo Moro             | 1462–1471      |
|             | Niccolò Tron                | 1471–1473      |
|             | Nicolò Marcello             | 1473–1474      |
|             | Pietro Mocenigo             | 1474–1476      |
|             | Andrea Vendramin            | 1476–1478      |
|             | Giovanni Mocenigo           | 1478–1485      |
|             | Marco Barbarigo             | 1485–1486      |
|             | Agostino Barbarigo          | 1486–1501      |
|             | Leonardo Loredan            | 1501–1521      |
|             | Antonio Grimani             | 1521–1523      |
|             | Andrea Gritti               | 1523–1538      |
|             | Pietro Lando                | 1539–1545      |
|             | Francesco Donà              | 1545–1553      |
|             | Marcantonio Trevisan        | 1553–1554      |
|             | Francesco Venier            | 1554–1556      |
|             | Lorenzo Priuli              | 1556–1559      |
|             | Gerolamo Priuli             | 1559–1567      |
|             | Pietro Loredan              | 1567–1570      |
|             | Alvise Mocenigo I.          | 1570–1577      |
|             | Sebastiano Venier           | 1577–1578      |
|             | Nicolò da Ponte             | 1578–1585      |
|             | Pasquale Cicogna            | 1585–1595      |
|             | Marino Grimani              | 1595–1605      |
|             | Leonardo Donà               | 1606–1612      |
|             | Marcantonio Memmo           | 1612–1615      |
|             | Giovanni Bembo              | 1615–1618      |
|             | Nicolò Donà                 | 1618           |
|             | Antonio Priuli              | 1618–1623      |
|             | Francesco Contarini         | 1623–1624      |
|             | Giovanni I. Corner          | 1625–1629      |
|             | Nicolò Contarini            | 1630–1631      |
|             | Francesco Erizzo            | 1631–1646      |
|             | Francesco Molin             | 1646–1655      |
|             | Carlo Contarini             | 1655–1656      |
|             | Francesco Corner            | 1656           |
|             | Bertuccio Valier            | 1656–1658      |
|             | Giovanni Pesaro             | 1658–1659      |
|             | Domenico II. Contarini      | 1659–1675      |
|             | Niccolò Sagredo             | 1675–1676      |
|             | Alvise Contarini            | 1676–1684      |
|             | Marcantonio Giustinian      | 1684–1688      |
|             | Francesco Morosini          | 1688–1694      |
|             | Silvestro Valier            | 1694–1700      |
|             | Alvise Mocenigo II.         | 1700–1709      |
|             | Giovanni II. Corner         | 1709–1722      |
|             | Alvise Mocenigo III.        | 1722–1732      |
|             | Carlo Ruzzini               | 1732–1735      |
|             | Alvise Pisani               | 1735–1741      |
|             | Pietro Grimani              | 1741–1752      |
|             | Francesco Loredan           | 1752–1762      |
|             | Marco Foscarini             | 1762–1763      |
|             | Alvise Mocenigo IV.         | 1763–1779      |
|             | Paolo Renier                | 1779–1789      |
|             | Ludovico Manin              | 1789–1797      |